# Second Helping
Second Helping je druhé studiové album americké southernrockové hudební skupiny Lynyrd Skynyrd, vydané v roce 1974.

## Seznam skladeb

### Strana 1
1. "Sweet Home Alabama" (Ed King, Gary Rossington, Ronnie Van Zant) – 4:43
2. "I Need You" (Ed King, Gary Rossington, Ronnie Van Zant) – 6:55
3. "Don't Ask Me No Questions" (Gary Rossington, Ronnie Van Zant) – 3:26
4. "Workin' for MCA" (Ed King, Ronnie Van Zant) – 4:49

### Strana 2
1. "The Ballad of Curtis Loew" (Allen Collins, Ronnie Van Zant) – 4:51
2. "Swamp Music" (Ed King, Ronnie Van Zant) – 3:31
3. "The Needle and the Spoon" (Allen Collins, Ronnie Van Zant) – 3:53
4. "Call Me the Breeze" (JJ Cale) – 5:09

## Sestava

### Lynyrd Skynyrd
- Ronnie Van Zant - zpěv
- Gary Rossington - kytara
- Allen Collins - kytara
- Ed King - kytara, baskytara
- Billy Powell - klávesy, piáno
- Leon Wilkeson - baskytara
- Bob Burns - bicí

### Hosté
- Mike Porter - bicí v "I Need You"
- Clydie King, Sherlie Matthews - doprovodný zpěv "Sweet Home Alabama"
- Merry Clayton & Friends - doprovodný zpěv v "Sweet Home Alabama"
- Bobby Keys, Trewor Lawrence & Steve Madiao - rohy v "Don't Ask Me No Questions " & "Call Me The Breeze"
- Al Kooper - doprovodný zpěv a piáno v "Don't Ask..." & "The Ballad Of Curtis Loew", také je producentem alba